# Cleuville
Cleuville är en kommun i departementet Seine-Maritime i regionen Normandie i norra Frankrike. Kommunen ligger i kantonen Ourville-en-Caux som tillhör arrondissementet Le Havre. År 2022 hade Cleuville 188 invånare.

## Befolkningsutveckling
Antalet invånare i kommunen Cleuville
| Referens: INSEE |